# Whoa, Nelly!
Whoa, Nelly! é o álbum de estreia de Nelly Furtado, cantora canadiana (ou canadense) de origem portuguesa. Lançado a 24 de Outubro de 2000 pela gravadora Universal Music, o álbum vendeu mais de 7 milhões de cópias a nível internacional, tendo os seus vários singles alcançado um enorme sucesso (principalmente "I'm Like a Bird", "Turn Off the Light", "On The Radio" e "Hey Man").

## Faixas
| Versão oficial |                                       |                          |         |  |
| N.º            | Título                                | Productor(es)            | Duração |  |
| 1.             | "Hey, Man!"                           | Gerald Eaton, Brian West | 4:10    |  |
| 2.             | "...On the Radio (Remember the Days)" | Eaton, West              | 3:54    |  |
| 3.             | "Baby Girl"                           | Eaton, West              | 3:46    |  |
| 4.             | "Legend"                              | Eaton, West              | 3:35    |  |
| 5.             | "I'm Like a Bird"                     | Eaton, West              | 4:03    |  |
| 6.             | "Turn Off the Light"                  | Eaton, West              | 4:36    |  |
| 7.             | "Trynna Finda Way"                    | Eaton, West              | 3:32    |  |
| 8.             | "Party"                               | Eaton, West              | 4:02    |  |
| 9.             | "Well, Well"                          | Furtado, Jon Levine      | 2:59    |  |
| 10.            | "My Love Grows Deeper" (Part 1)       | Eaton, West              | 4:21    |  |
| 11.            | "I Will Make U Cry"                   | Eaton, West              | 3:57    |  |
| 12.            | "Scared of You"                       | Eaton, West              | 6:09    |  |

| Bonus Tracks Internacionais |                |         |  |
| N.º                         | Título         | Duração |  |
| 13.                         | ""Onde Estás"" | 4:14    |  |

Bonus Tracks (Reino Unido)
- 13. "Onde Estás"
- 14. "I Feel You" (com Esthero)
- 15. "My Love Grows Deeper" (Versão single) aka "Part II"
- 16. "I'm Like a Bird" (CD-ROM video)

Bonus Tracks (Austrália, Canadá e Brasil)
- 13. "Onde Estás"

Bonus Tracks (Japão)
- 13. "Onde Estás"
- 14. "Party" (Choroni Mix)
- 15. "I'm Like A Bird" (Gavo's Martini Bar Mix)

Edición Especial Ásia (2002)
- 13. "Onde Estás"

Disc 2
- 1. "Hey, Man!" (Video)
- 2. "...On The Radio (Remember The Days)" (Video)
- 3. "Turn Off The Light" (Video)
- 4. "I'm like A Bird" (Video)
- 5. "I'm like A Bird" (Acoustic Version)
- 6. "I'm like A Bird" (Nelly vs. Asha Remix)
- 7. "Turn Off The Light" (Yogie's Sunshine Reggae Mix)
- 8. "...On the Radio" (A Dan The Automator Remix)

Edição Especial (2008)
Disc 2
- 1. "I'm Like A Bird" (Acoustic Version) - 3:59
- 2. "My Love Grows Deeper" (Versión Single) aka "Part II" - 4:23
- 3. "I Feel You" (con Esthero) - 4:11
- 4. "I'm A Bird" (Nelly vs. Asha Remix) - 5:38
- 5. "...On The Radio" (A Dan The Automator Remix) - 4:35

## Paradas e certificações

### Posições nas paradas
| Parada (2001/2002)              | Melhor posição |
| ------------------------------- | -------------- |
| Australian Albums Chart         | 4              |
| Austrian Albums Chart           | 37             |
| Belgian (Flanders) Albums Chart | 20             |
| Belgian (Wallonia) Albums Chart | 20             |
| Canadian Albums Chart           | 2              |
| Danish Albums Chart             | 18             |
| Dutch Albums Chart              | 10             |
| Finnish Albums Chart            | 37             |
| French Albums Chart             | 46             |
| German Albums Chart             | 14             |
| Italian Albums Chart            | 14             |
| Mexican Albums Chart            | 12             |
| New Zealand Albums Chart        | 5              |
| Norwegian Albums Chart          | 4              |
| Swedish Albums Chart            | 15             |
| Swiss Albums Chart              | 6              |
| UK Albums Chart                 | 2              |
| U.S. Billboard 200              | 24             |

### Certificações
| País                  | Certificação | Vendas    |
| --------------------- | ------------ | --------- |
| Estados Unidos (RIAA) | 3x Platina   | 3,200,000 |
| União Europeia (IFPI) | 2x Platina   | 2,000,000 |
| Reino Unido (BPI)     | 3× Platina   | 1,120,000 |
| Canadá (Music Canada) | 4× Platina   | 480,000   |
| Austrália (ARIA)      | 2x Platina   | 140,000   |
| Alemanha (IFPI)       | Ouro         | 150,000   |
| México (AMPROFON)     | Ouro         | 100,000   |
| França (SNEP)         | Prata        | 60,000    |
| Nova Zelândia (RIANZ) | 3× Platina   | 45,000    |
| Suíça (IFPI)          | Platina      | 40,000    |
| Irlanda (IRMA)        | 2× Platina   | 30,000    |
| Itália (FIMI)         | Ouro         | 50,000    |
| Brasil                | Ouro         | 100,000   |
| Dinamarca (IFPI)      | Ouro         | 20,000    |
| Países Baixos (NVPI)  | Ouro         | 40,000    |
| Suécia (IFPI)         | Ouro         | 30,000    |
| Bélgica               | Ouro         | 35,000    |
| Noruega (IFPI)        | Ouro         | 20,000    |
| Portugal (IFPI)       | Platina      | 20,000    |
| Israel                | Ouro         | 15,000    |
| Chile                 | Ouro         | 10,000    |
| Índia (IMI)           | Ouro         | 10,000    |
| Venezuela             | Ouro         | 10,000    |
| China                 | Ouro         | 7,500     |